# Bol'šoj Pit
Il Bol'šoj Pit (in russo Большой Пит?) è un fiume della Russia siberiana orientale, affluente di destra dello Enisej. Scorre nei rajon Severo-Enisejskij, Motyginskij ed Enisejskij del Territorio di Krasnojarsk.
Il fiume ha origine dalle Alture dello Enisej e scorre lungo l'altopiano della Siberia Centrale in direzione sud-occidentale, nel basso corso gira a nord-ovest e poi ancora a sud-ovest; sfocia nello Enisej, a 1 880 km dalla foce, presso il centro abitato di Ust'-Pit. Ha una lunghezza di 415 km e il suo bacino è di 21 700 km². La portata d'acqua media annua a 119 km dalla foce è di 293,38 m³/s.
Il fiume è navigabile fino a Brjanka, 184 km a monte dalla foce; va comunque soggetto a lunghi periodi di congelamento superficiale delle acque (metà novembre - metà maggio). I suoi maggiori affluenti sono: Čirimba (lungo 149 km), Lendacha (136 km), Kamenka (110 km) provenienti da destra, Gorbilok (178 km) e Suchoj Pit (156 km) da sinistra.